# MS схема регуляризации
Схема минимального вычитания ({\displaystyle MS}) — в квантовой теории поля это особая схема перенормировки, используемая для устранения бесконечностей, которые возникают в вычислениях рядов теории возмущений за пределами ведущего порядка, введенная независимо Герардом Хофтом и Стивеном Вайнбергом в 1973 году. Схема минимального вычитания (MS) состоит в том, чтобы включать в контрчлены только расходящуюся часть радиационных поправок.    
В аналогичной и более широко используемой модифицированной схеме минимального вычитания (схема {\displaystyle {\overline {MS}}}) в контрчлены включаются расходящаяся часть, а также универсальная константа, которая всегда возникает вместе с расходимостью при вычислениях по диаграммам Фейнмана. При использовании размерной перенормировки, то есть {\displaystyle d^{4}p\to \mu ^{4-d}d^{d}p}, это реализуется путем изменения масштаба шкалы перенормировки: {\displaystyle \mu ^{2}\to \mu ^{2}{\frac {e^{\gamma _{\rm {E}}}}{4\pi }}}, где {\displaystyle \gamma _{\rm {E}}}  это постоянная Эйлера — Маскерони.